# Barbara Wysoczańska
Barbara Wysoczańska, född den 12 augusti 1949 i Świętochłowice, Polen, är en polsk fäktare som tog OS-brons i damernas florett i samband med de olympiska fäktningstävlingarna 1980 i Moskva.